# James Edwin Powell
El mayor James Edwin Powell (19 de diciembre de 1819 hasta 6 de abril de 1862) fue un oficial del ejército estadounidense durante el siglo XIX. Sirvió como oficial en el Primero de Infantería, el Ejército regular de los Estados Unidos, separado al 25 de Missouri el 24 de marzo de 1862, y es representado en un marcador en la parada N º 8 a lo largo del recorrido de las visitas del campo de batalla de Shiloh como jefe de la patrulla por la mañana por Reconnoitering Road a Fraley Field donde la Batalla de Shiloh comenzó.
Se alistó como soldado asignado a la Compañía A, 9 de Infantería por un hombre llamado Tracey en 1847, pero fue puesto en servicio en 1848. Más tarde se reincorporó al ejército en 1855 como segundo teniente. Murió el 6 de abril de 1862 en la Batalla de Shiloh.
Además de estar en el Ejército Regular, se podía confiar en la visión de Powell, era por la ocupación declarada cuando se unió a la Intervención estadounidense en México en el Castillo de Perote, México el 1 de agosto de 1847, a un cazador. Los documentos en los Archivos Nacionales también dicen que Powell tenía ojos grises, cabello castaño, tez rubicunda, y medía sólo 5’4”. Powell fue primero un privado asignado a la empresa A, 9 de Infantería—contratado por Tracey. El noveno fue de Franklin Pierce y Winfield Scott, por eso los hijos segundo y tercero de Powell llegaron a ser nombrado Winfield Scott y Tracy Albert.

## Primeros años
James Edwin Powell nació el 19 de diciembre de 1819 como el decimotercer hijo de James y Ann Hopkins Powell en 20 The Cross, Worcester, Inglaterra. El mayor James fue un joyero de plata que murió en marzo de 1838; se había propuesto que el hijo de James se convertiera en un clasificador de seguimiento. Después de su muerte, los miembros restantes de la familia emigraron a Ohio. El hermano mayor Samuel (nacido en 1801) fue la figura del padre.
Por Nombramientos del Ejército Civil de Estados Unidos, de Guy Vernor Henry compilado en 1873, antes de que oficialmente lo incorporen, James fue un ciudadano sargento en el noveno de Infantería de EE. UU. que participaron en Contreras y Churubusco, México. Fue sargento color del regimiento de 1847-1848 a medida que avanzaba más lejos a través de Veracruz de Ciudad de México.
Powell fue expulsado de sus funciones como sargento el 28 de agosto de 1848 en Fuerte Adams, Rhode Island. Los beneficios le ofrecían obtener colonos en Maine, en ese momento, además que muchos compañeros del ejército fueron de allí. Por copias de los registros de tierras en posesión de la familia, Powell llegó a poseer cientos de acres a lo largo de los ríos Kennebec y Dead al norte de Pleasant Pond Stream, que vendió antes de salir en 1855.
James se casó con Mary Ann Hunter en la casa de los vecinos de John y Lucy Ham en 1849 en The Forks, Maine. Los Powell tuvieron tres hijos -James Powell III, Winfield Scott Powell, y Albert Tracy Powell. James pertenecía a la logia Masons’ Key (Keystone) de Solon, Maine.

## Carrera como un oficial
Fue nombrado Segundo Teniente, la Compañía F, Primer Regimiento de Infantería en el Ejército Regular de los Estados Unidos el 7 de junio de 1855, aunque el Ejército se amplió por cuatro regimientos de ese año, era raro para un oficial que le encarguen de la pre guerra civil sin asistir a una academia militar, lo lleva a uno a preguntarse quién más en su familia era militar. Esto puede haber ocurrido a través de su amistad con Albert Tracy, quien fue ayudante general del Estado de Maine (1852-1855) o su excomandante, Franklin Pierce, que se había convertido en presidente en 1852. 
Powell estaba estacionado en el Fuerte Duncan adyacente a Eagle Pass durante la visita del inspector general el coronel de Mansfield, en julio de 1856 y ascendido a teniente primero, la Compañía F, Primer Regimiento de Infantería en el Ejército Regular de los Estados Unidos el 8 de diciembre. Estuvo involucrado en muchas actividades durante su tiempo en este rango, incluyendo las asignaciones a los fuertes Smith (Arkansas), Belknap (Texas), Arbuckle (ITOK); llevó a ambos a las luchas contra los indígenas y las negociaciones de un Tratado de Paz con los Comanche s y Wichita en Rush Springs, TI en agosto de 1858. 
Después de la ruptura de este tratado, el general Winfield Scott iba a declarar los comanches que estaba en contradicción con todas las tropas del Ejército; nunca lo hizo, pero envió William H. Emory, Primera de Caballería, al mando del Fuerte Arbuckle. Poco después, en febrero de 1859, Powell tuvo que enviar a Emory el siguiente mensaje escrito en el margen de un periódico: «Mayor, por favor, envíe una ambulancia y el médico; tres heridos, dos comanches muertos. Por favor, envíenme algo de munición, fue en su persecución. Teniente Powell». 
Esto ocurrió pocos meses después que el teniente Robert Offley (de Infantería, Compañía E) escribió a su madre de Fuerte Arbuckle de un maravilloso 4 de julio (1858) celebrando «a lo grande y disparó un saludo de 34 cañones, uno para (cada estado y) Kansas. Después de que nuestros hombres levantaron dos grandes tiendas de hospital y les fijaron banderas. Tuvimos una muy buena cena. Tuvimos una carne extra matada por ellos, y los dejamos comprar pollos, junto con las verduras de nuestro jardín, que les fue bien. Nuestro tren mula todavía está aquí, y los camioneros fueron todos invitados. Hubo más de 100 (que) se sentaron a la mesa. El teniente JE Powell (quien estaba al mando del Fuerte Arbuckle en el momento) y yo les dábamos un poco de licor, cinco galones de la Comisaría, ya que existe una ley de la Nación (India), que prohíbe el uso del licor, que es uno de las mejores cosas que conozco y estoy feliz de decir que la mayoría de nuestros hombres se alegraron de ello. Nuestros hombres están perfectamente encantados.» 
Al año siguiente, el 5 de julio de 1859, Powell tuvo cuarenta y dos miembros de la Primera Empresas D y E de Infantería y la Primera de Caballería de la empresa E para reparar las partes ya allí y terminar de construir una carretera de Fuerte Smith, Arkansas a Fuerte Arbuckle. Esta ruta fue llamada Camino Powell desde hace algún tiempo.

## Guerra Civil
Powell se trasladó a Fuerte Washita, Territorio Indio con la Compañía E según las instrucciones telegráficas del 19 de marzo de 1861. Como los estados del sur comenzaron a separarse de los EE. UU., todas las tropas federales en TexasIT se reunieron el 3 de mayo, cerca de lo que hoy es Minco, Oklahoma para ir hacia el norte. Unos 250 soldados de Texas (antiguos vecinos) trataron de ir a la guerra con ellos en ese momento, pero el comandante Sam Sturgis, quien comandaba el regimiento de Caballería y había salido de Fuerte Smith, menos de una hora antes de que sea adoptado por los sureños de acuerdo a la trama aparente del general David Twiggs, vio que les separa de sus caballos, ya que estaban cenando. Las tropas federales no podían alimentar a 250 prisioneros y sus monturas en la marcha a Kansas, así que tuvo que liberarlos inmediatamente a todos después de afeitarles las colas de los mejores animales como la única venganza posible.
Powell tomó su equipo de treinta y ocho perros de caza en el norte en grandes esfuerzos y gastos financieros, por lo que comprensiblemente se molestó bastante que dos veces dejaran de perseguir búfalos, y todos menos tres se han perdido para siempre. El general David Sloan Stanley afirmó que en este éxodo fue la última vez que vio a los rebaños de búfalos, que podrían ser contados por decenas de miles.
El Leavenworth Times del 1 de junio de 1861, informó que las tropas de la Primera Caballería y de Infantería llegaron por primera vez en Leavenworth, Kansas el 31 de mayo de 1861. Eran alrededor de 820 soldados, 200 camioneros, y otros agregados militares, además de algunas familias de los oficiales, vagones de ochenta caballos y 600 mulas y formaron un tren de una milla de largo. Powell fue ascendido a capitán, de la Compañía F, Primer Regimiento de Infantería, el Ejército Regular de los Estados Unidos el 11 de junio de 1861, tras la dimisión del capitán Set Bartin, quien se unió a los confederados.
La ruta que siguieron más tarde se convirtió en la Ruta Chisholm. Castor Negro, un bien conocido y respetado guía ranchero e intérprete indio de Delaware de TI y Kansas, que se llamaba a sí mismo un Indio Yankee, salió de su propiedad para dirigir esta caravana hacia el norte; nunca fue totalmente compensado. Los Creeks llamaron la Ruta Chsiholm, Ruta de Castor por él. Al final de la Guerra Civil, Jesse Chisholm fue capaz de encontrar los surcos dejados de este tren masivo de pesados carros militares y comenzó a seguirlo entre ITOK y Abilene, Kansas.

## Muerte
Powell fue ascendido a Mayor el 24 de marzo de 1862. Trece días más tarde, fue herido de muerte y enterrado en Silo. Su hijo mayor, Jimmy, había estado con él durante siete años—dos atendiendo a su padre—y aún no tenía doce años cuando murió James después de pedirle al capitán Dimmick que ayude al hombre joven a encontrar su camino de regreso a Maine. Powell se vio afectada por fuego ciego de los Confederados que no podían ver a través del humo durante su tercer intento de penetrar en Hornets' Nest cerca de 100 pm del Domingo 6 de abril de 1862, y murió más tarde esa noche.
Mayor Powell es oficialmente enterrado «desconocido» en el Cementerio Nacional Shiloh.